# Вирус Зика
Вирус Зика (англ. Zika virus, ZIKV) — вид вирусов рода Flavivirus (семейство Flaviviridae), переносимый комарами рода Aedes. У людей вызывает одноимённое заболевание, характерными симптомами которого являются сыпь, утомление, головная и суставная боль, лихорадка, опухание суставов. Вирус открыт в 1947 году, после чего в течение 60 лет было описано лишь 15 случаев заболевания в Чёрной Африке и Юго-Восточной Азии. В настоящее время имеет статус пандемии. Клинические проявления подобны лихорадкам денге и чикунгунья, аналогичные симптомы также имеют краснуха, корь, лептоспироз, риккетсиозы; окончательный диагноз ставится на основании лабораторных тестов. Специфичных лекарств против вируса Зика не существует, ведутся клинические испытания вакцины на основе ДНК.

## Строение

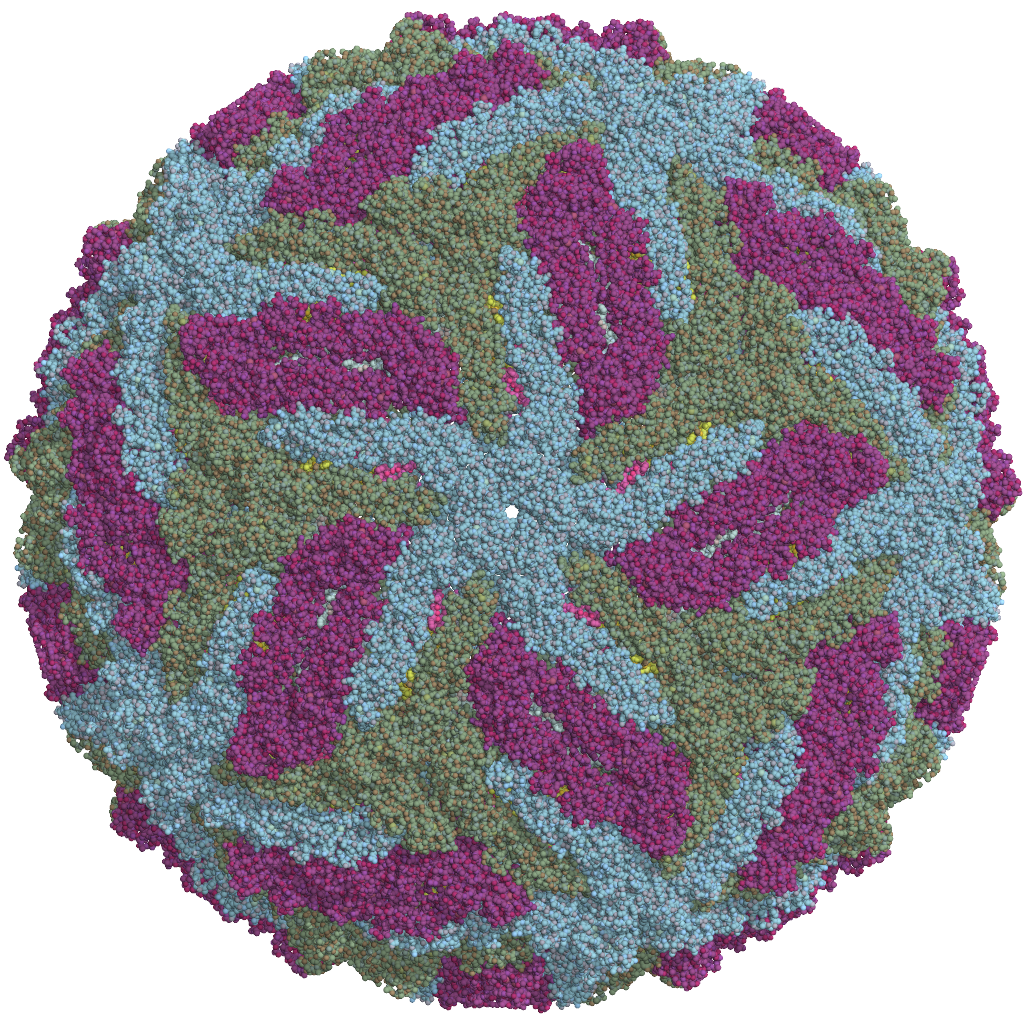
Строение оболочки вириона вируса Зика. Симметрически неэквивалентные мономеры белка Е окрашены разными цветами

Структура вируса Зика изучалась методом криоэлектронной микроскопии. Подобно другим флавивирусам, вирус Зика окружён оболочкой, состоящей из 180 копий белка E и 180 копий белка M, заякоренных в мембране вириона. Вирионы отличаются высокой термостабильностью, сохраняя регулярную структуру даже при 40 °C благодаря наличию характерной сети водородных связей и других взаимодействий между эктодоменами белка Е. Внешняя белковая оболочка имеет икосаэдрическую симметрию и сформирована эктодоменами белка E, гликозилированными по остатку Asn154. Согласно рентгеноструктурным данным, петля, в которой находится этот сайт гликозилирования («150-петля»), длиннее, чем у других флавивирусов, обладает повышенной подвижностью и окружена уникальной относительно других изученных флавивирусов положительно заряженной областью.
Нейтрализующие антитела к эпитопу белка Е вируса денге, расположенному в области контакта между димерами, эффективно взаимодействуют и с белком Е вируса Зика.
Нуклеокапсид с несегментированным, одноцепочечным, положительно-направленным РНК-геномом.
Неструктурный белок NS1 вируса Зика сходен по структуре C-концевого фрагмента с аналогичными белками других флавивирусов, однако имеет иное распределение электростатического потенциала на поверхности, а также довольно сильно отличается по аминокислотной последовательности, образуя отдельную ветвь филогенетического дерева. Предполагается, что эти отличия являются одной из причин нестандартного для флавивирусов патогенеза вируса Зика.
Структура геликазы вируса Зика была определена методом рентгеноструктурного анализа. Фермент состоит из трёх доменов I—III, между доменами I и II расположен предполагаемый центр связывания нуклеотидов, а молекула РНК связывается между доменом III и доменами I и II.

## Таксономическое положение
Вместе с вирусом Спондвени образует серокомплекс Спондвени.

## История распространения
Впервые вирус был изолирован в 1947 году из макак-резусов в лесу Зика (Уганда), по которому и получил название. В 1948 году изолирован из комаров Aedes africanus, пойманных в том же лесу. В 1968 году впервые найден у людей в Нигерии. С 1951 по 1981 годы серологические доказательства наличия вируса были получены в Уганде, Танзании, Египте, ЦАР, Сьерра-Леоне, Габоне, а также в Азии — в Индии, Малайзии, на Филиппинах, в Таиланде, Вьетнаме и Индонезии. Вирус выделяли из комаров в Кот-д'Ивуаре и Малайзии, у людей в Сенегале. В 2007 году произошла крупная вспышка заболевания, вызванного вирусом Зика, на острове Яп, откуда началось распространение вируса на восток через Тихий океан. В 2014 году вирус достиг Новой Каледонии, островов Кука, Французской Полинезии, в 2015 году — острова Пасхи и Южной Америки, Центральной Америки, Вест-Индии.
В 2015 году началось активное распространение вируса в Южной и Центральной Америке.

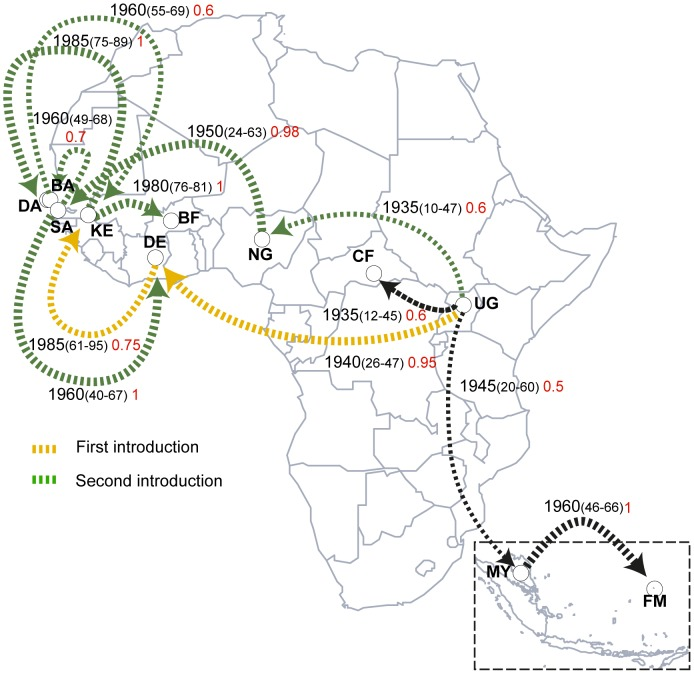
Предполагаемая история распространения вируса Зика по Африке.

На основании филогенетического анализа обширного набора штаммов вируса была высказана гипотеза, что вирус Зика впервые появился в Уганде в 20-е годы XX века, после чего дважды независимо распространился в Западную Африку — около 1935 года в Нигерию и Сенегал через ЦАР, а также около 1940 года в Кот-д’Ивуар и затем в Сенегал; азиатские штаммы вируса, вероятно, в конце 1940-х были занесены в Малайзию, а в 1960-е — в Микронезию.

## Жизненный цикл
Предполагается, что вирус первоначально инфицирует дендритные клетки около места внедрения, затем распространяется в лимфатические узлы и кровоток. Репликация флавивирусов обычно происходит в цитоплазме, однако белок оболочки вируса Зика был обнаружен в ядрах инфицированных клеток с помощью моноклональных антител к вирусу Западного Нила.

## Передача
Основной путь передачи вируса Зика человеку — через укусы самок активных в дневное время комаров рода Aedes: прежде всего Aedes aegypti и Aedes albopictus, а также древесных комаров Aedes africanus, Aedes apicoargenteus, Aedes furcifer, Aedes hensilli, Aedes luteocephalus и Aedes vitattus. Инкубационный период в комарах составляет примерно 10 дней. Позвоночные носители вируса — как правило, обезьяны и люди. До начала пандемии в 2007 году вирус Зика «редко вызывал заметные „избыточные“ заболевания у человека, даже в высоко энзоотичных районах».
Возможна передача вируса Зика от мужчины к женщине либо иному пассивному половому партнёру в результате полового контакта. Первый случай был зарегистрирован в 2009 году, когда по возвращении из экспедиции в Сенегал учёный-энтомолог из Колорадо передал вирус своей жене; симптомы лихорадки Зика проявлялись у них спустя порядка 9 дней после предполагаемой даты инфицирования. Во время эпидемии лихорадки Зика во Французской Полинезии (2013) вирус был обнаружен в семенной жидкости и моче одного из пациентов на Таити, дважды перенёсшего острую фазу заболевания в течение 8 недель; несмотря на наличие вируса в сперме, в крови его обнаружить в это же время не удавалось. В обоих случаях у пациентов наблюдалась гемоспермия. Во время вспышки 2015—2016 годов только в США было зарегистрировано 6 случаев передачи вируса половым путём. Передача вируса женщинами не регистрировалась. Согласно рекомендациям Центра по контролю и профилактике заболеваний США (CDC), для предотвращения передачи вируса Зика половым путём мужчинам следует постоянно использовать презервативы либо воздерживаться от половых контактов: не менее 8 недель после посещения эндемичных территорий при отсутствии симптомов заболевания, не менее 6 месяцев после перенесённого заболевания с клиническими проявлениями.
В 2015 году РНК вируса Зика была обнаружена в околоплодных водах двух зародышей. Это показало, что вирус проникает через плаценту и может вызвать инфекцию у плода.

## Клиническая картина

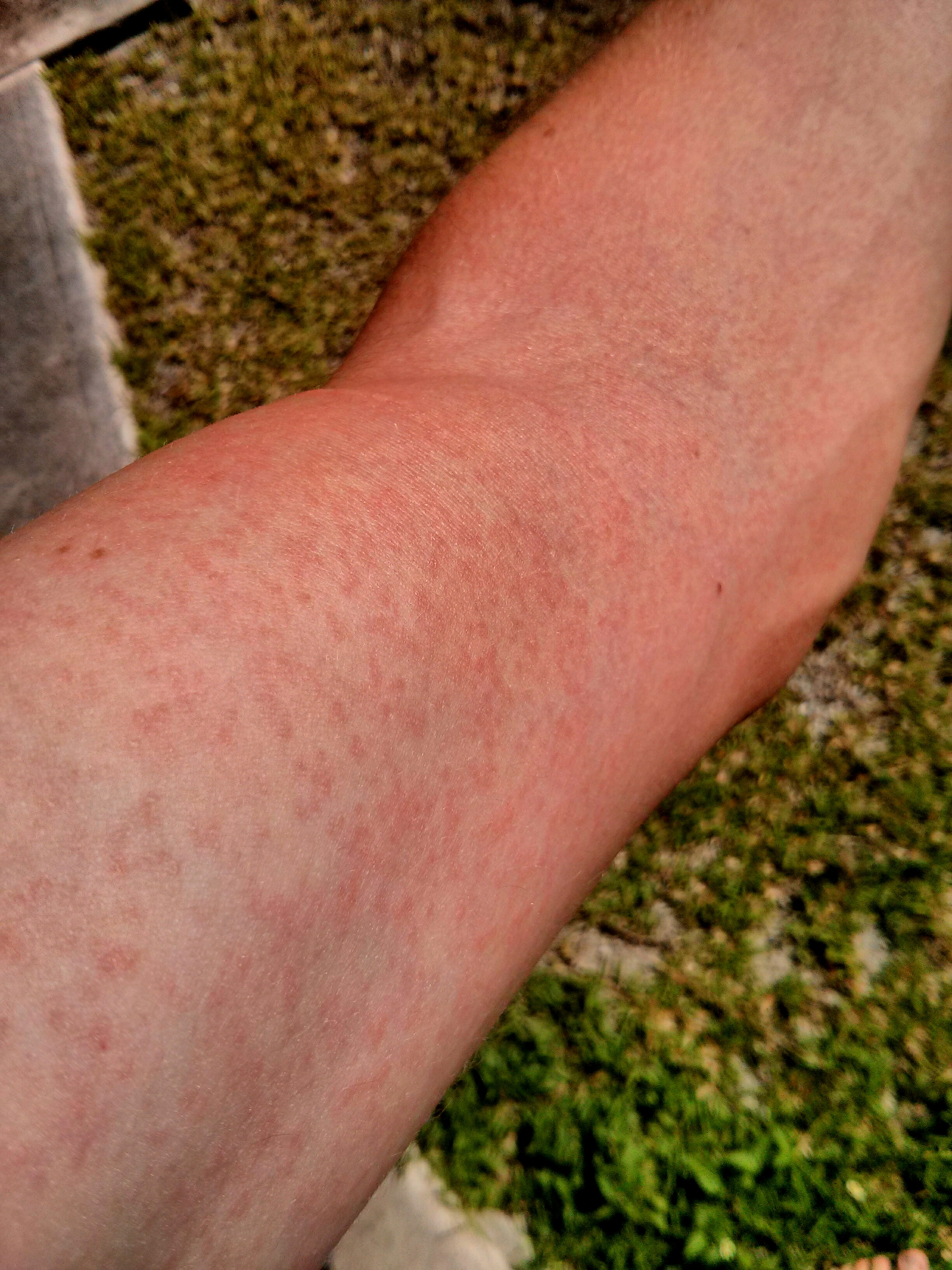
Сыпь на руке, вызванная вирусом Зика

Общие симптомы вирусной инфекции включают лёгкую головную боль, макулопапулёзную сыпь, жар, недомогание, конъюнктивит и боли в суставах. Первый хорошо задокументированный случай заражения вирусом Зика был описан в 1964 году. В начале заболевания пациент жаловался на лёгкую головную боль, затем последовала сыпь, лихорадка и боль в спине. В течение двух дней сыпь начала проходить, через три дня спал жар и осталась только лёгкая сыпь. Сыпь была наиболее распространённым симптомом среди заболевших лихорадкой Зика в 2015 году в Рио-де-Жанейро. До настоящего времени лихорадка Зика считалась достаточно лёгким заболеванием. Только у одного человека из пяти проявлялись симптомы заболевания, отсутствует смертность, однако истинный потенциал вируса до сих пор не известен.
По состоянию на июнь 2016 года не существует вакцин и лекарств для профилактики или специфического лечения лихорадки Зика. Симптомы можно облегчить, используя парацетамол, тогда как аспирин и другие НПВС можно применять только после исключения лихорадки денге из-за риска кровотечений.
Вирус обладает выраженным нейротропизмом и эффективно инфицирует нейрональные прогениторные клетки. С помощью органоидов, имитирующих эмбриональное развитие переднего мозга, были продемонстрированы нарушения, возникающие при размножении вируса Зика в мозге плода, и их аналогия с изменениями, характерными для микроцефалии.

## Диагностика
Существуют два типа диагностических тестов для определения вируса Зика в сыворотке, выделенной во время острой фазы заболевания. Иммуноферментные тесты построены на определении специфичного иммуноглобулина M; часто дают перекрёстные реакции с вирусом денге, реже — с вирусами жёлтой лихорадки, лихорадки Западного Нила, японского энцефалита, энцефалита долины Муррея, однако существуют и достаточно специфичные наборы для ИФА. Тесты, основанные на прямом определении вируса или его компонентов, более надёжны, однако длительны и требуют более квалифицированного персонала. ПЦР-тесты, основанные на определении вирусной РНК, наиболее популярны и могут проводиться с использованием образцов, полученных не позднее 10 дней после начала заболевания. Реакция нейтрализации методом бляшек имеет более высокую специфичность.
Схемы дифференциальной диагностики различаются в зависимости от фазы заболевания. Во время острой фазы (менее 7 дней после появления симптомов) сначала проводится определение белка NS1 вируса денге методом ПЦР в реальном времени, затем при отрицательном результате тем же методом проводится определение вируса чикунгунья. При отрицательных результатах обоих тестов и положительном результате ПЦР-теста на вирус Зика ставится диагноз. На более поздних стадиях (свыше 4 дней после появления симптомов) по аналогичной схеме проводится диагностика на основе определения специфичных IgM.

## Ингибиторы репликации
7-Деаза-2′-C-метиладенозин проявляет ингибиторные свойства по отношению к репликации вируса Зика и замедляет течение болезни у мышей. 2′-C-Метилцитидин, рибавирин, фавипиравир и T-1105 ингибируют цитопатическое действие вируса и уменьшают его урожай. Высокую эффективность подавления репродукции вируса in vitro проявляет также 2′-C-метиладенозин, 2′-C-метилгуанозин и 2′-C-метилуридин менее эффективны.

7-деаза-2′-C-метиладенозин
2′-C-метилцитидин
рибавирин
фавипиравир
T-1105